# Louis Fancher
Pour les articles homonymes, voir Fancher.
Louis Fancher est né le 25 décembre 1884 à Minneapolis dans l'État du Minnesota et décédé le 2 mars 1944 à New York aux États-Unis. Peintre et illustrateur américain, il est connu pour ses illustrations de livres et de magazines, pour ses dessins publicitaires et pour ses affiches de propagande produites durant la Première Guerre mondiale. 

## Biographie
Louis Fancher naît à Minneapolis en 1884. Il est l'élève des peintres Henry Siddons Mowbray, Robert Henri et Kenyon Cox à la Art Students League of New York. 
Au cours de sa carrière, il travaille à Chicago, à San Francisco puis à New York où il réside pendant la plus grande partie de sa vie. Dessinateur de talent, il signe notamment les illustrations de deux livres de maximes humoristiques de l'écrivain Gelet Burgess (en), The Maxims of Methuselah et The Maxims of Noah. Il illustre aussi des articles et des couvertures pour les magazines Scribner's Magazine, The American Magazine, Woman's Home Companion et Collier's.
Il appartient au courant graphique Art déco, influencé par le cubisme. Il travaille dans un style épuré, aux antipodes de l'Art nouveau, avec des cernés noirs, souvent épais, délimitant des grands aplats colorés aux formes simples. Il tire parti des techniques d'impression peu élaborées de l'époque – la quadrichromie n'existe pas – pour produire des images contrastées qui frappent pour la clarté de leur composition. Il s'accommode très bien de la trichromie (impression en trois couleurs) en choisissant, en contrepoint du noir, deux couleurs recherchées qui lui permettent d'obtenir des harmonies colorées originales et subtiles.
Durant la Première Guerre mondiale il réalise des affiches de propagande et de recrutement pour la section de l'aviation de la United States Army Signal Corps et pour le Committee on Public Information. Il exécute également des travaux publicitaires pour de nombreuses entreprises, comme les constructeurs automobiles Pierce-Arrow, Willys-Overland et Packard, la compagnie maritime Hamburg America Line, le fabricant de chaussures Nettleton, les cigarettes Omar Turkish ou encore le fabricant de pneumatiques Firestone. Dans les années 1930, il collabore avec la chaîne de magasins The Great Atlantic and Pacific Tea Company pour laquelle il peint notamment une grande carte illustrant l'histoire de la production alimentaire aux États-Unis, qui est présentée lors de l'exposition universelle de Chicago. Pour ce même client, il réalise une série d'affiches ayant pour thème la distribution alimentaire aux États-Unis.
Deux de ses peintures à l'huile obtiennent le Price 10 Cents. L’une a pour sujet un traîneau en hiver, et l’autre, dans un esprit exotique, représente un éléphant portant un tronc d'arbre dans la jungle.
Il décède à New York en 1944, il est enterré au cimetière national d'Arlington. Ses œuvres sont notamment visibles ou conservées au Museum of Modern Art de New York et au musée des Beaux-Arts de San Francisco

## Œuvres

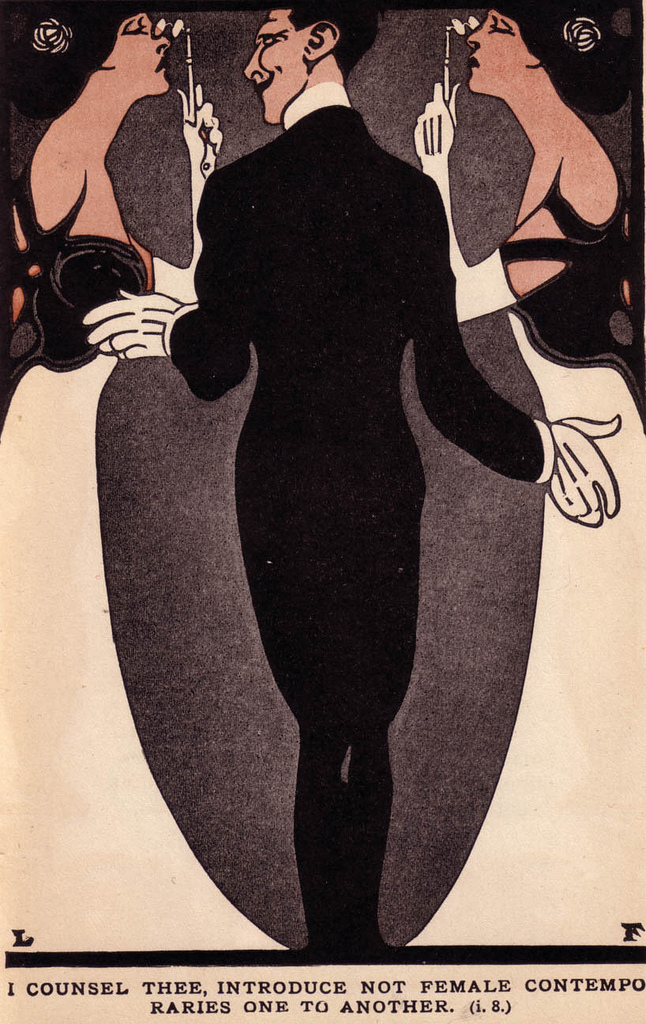
Illustration pour The Maxims of Methuselah de Gelet Burgess (en), 1907
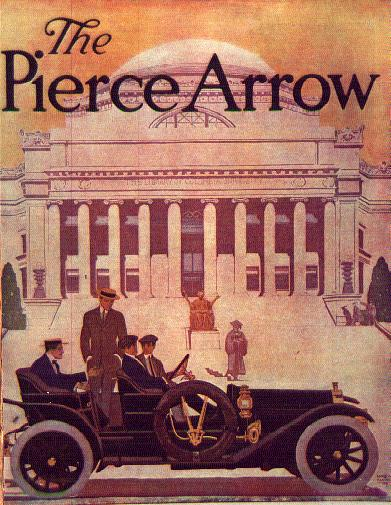
Publicité pour le constructeur automobile Pierce-Arrow, 1909
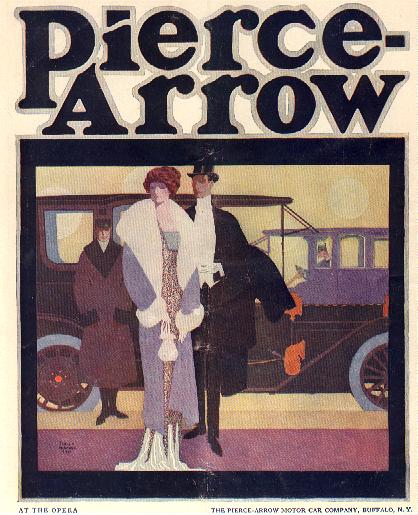
Publicité pour le constructeur automobile Pierce-Arrow, 1911
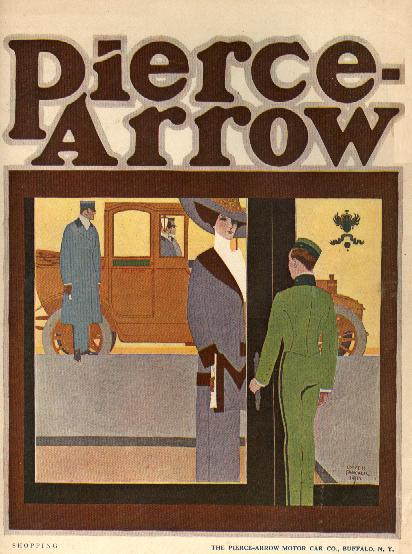
Publicité pour le constructeur automobile Pierce-Arrow, 1911
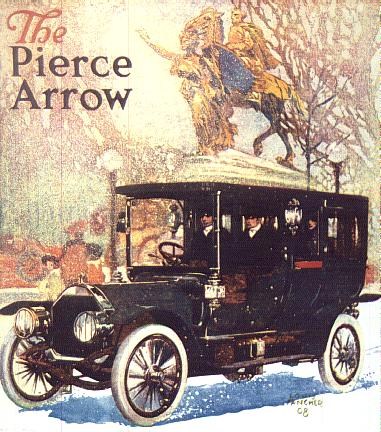
Publicité pour le constructeur automobile Pierce-Arrow, 1908
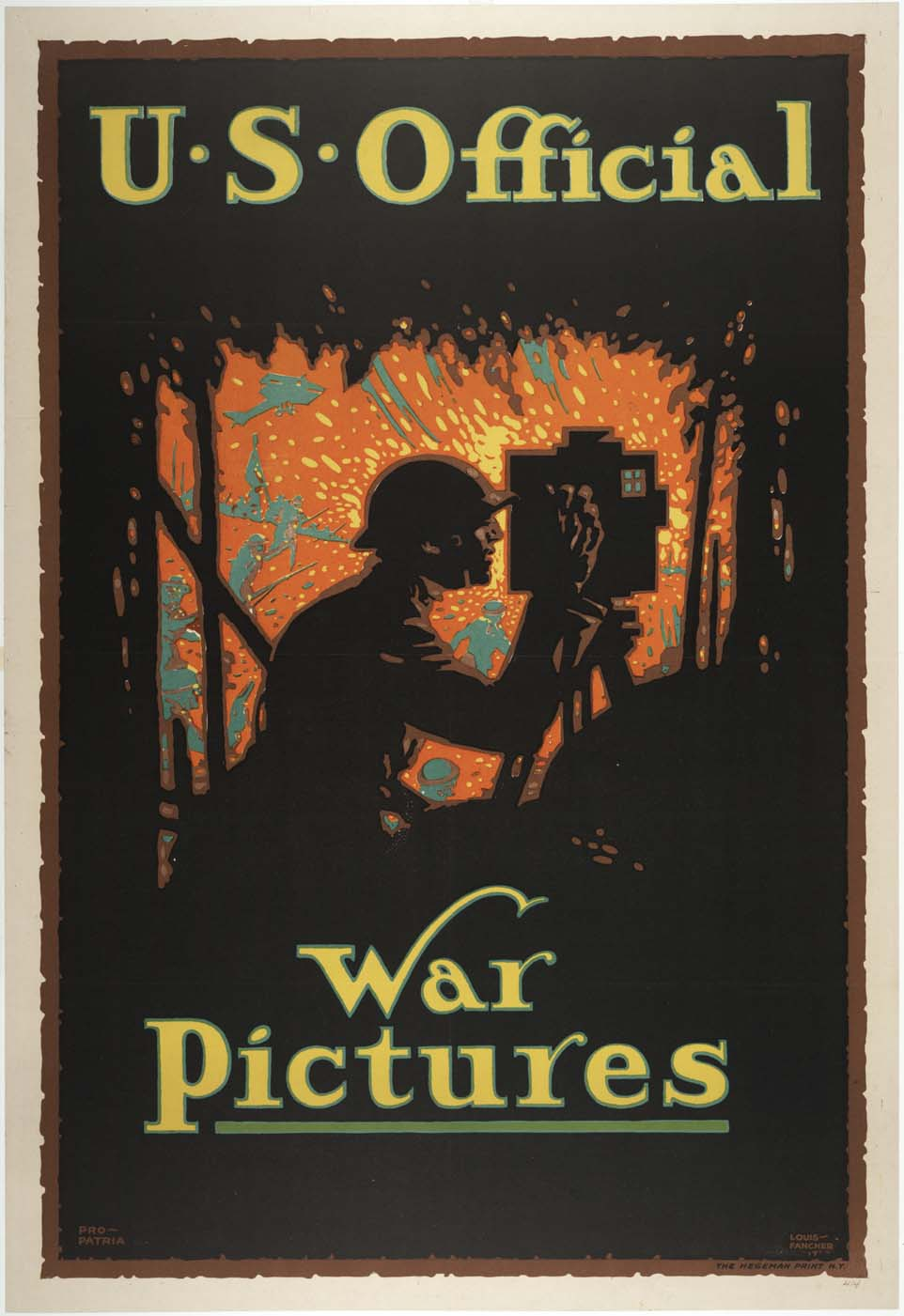
U.S. Official War Pictures, affiche de propagande, 1917
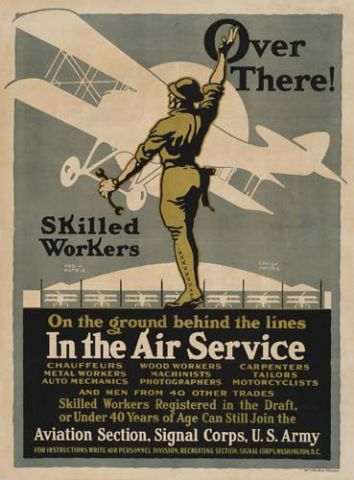
Over there Louis, affiche de propagande, 1918